# جيمس أليسون (متسابق دراجات نارية)
جيمس أليسون (بالإنجليزية: James Ellison)‏ مواليد 19 سبتمبر 1980 في لانكستر، هو متسابق دراجات نارية بريطاني. نافس في بطولة العالم للسوبربايك وبطولة العالم للسوبرسبورت وبطولة العالم للموتو جي بي.

## وصلات خارجية
- جيمس أليسون على موقع MotoGP.com (الإنجليزية)
- جيمس أليسون على موقع WorldSBK.com (الإنجليزية)

- الموقع الإلكتروني